# صقر الملا
صقر غانم عبد الرزاق الملا (29 مارس 1984-)، نائب مدير عام الهيئة العامة للرياضة سابقاً، وهو رجل أعمال وعضو هيئة تدريس سابق بكلية التربية الأساسية، لاعب نادي كاظمة الرياضي وكابتن المنتخب الكويتي للجمباز، وهو ابن رجل الأعمال غانم الملا، الذي توفي في الغزو العراقي للكويت في عام 1990.

### الإنجازات الرياضية
- سنة 2002: أول فردي عام لدورة ألعاب غرب آسيا للجمباز وكانت في الكويت, وحقق 3 ذهبيات وبرونزية.
- سنة 2002: حامل للشعلة الآسيوية لدورة الألعاب الآسيوية في بوسان كوريا, كأحد أفضل 17 شخصية في الكويت.
- سنة 2002: أول فردي عام في بطول فجر الدولية وحصل على ميدالية ذهبية وميداليتين فضية.
- سنة 2004: 3 ميداليات ذهبية و2 ميداليتين فضية في بطولة الخليج في قطر.
- سنة 2006: المركز الخامس على العالم في جهاز حصان الحلق ووضع مع أبطال الشرف في تلك البطولة.
- سنة 2006: 3 ميداليات ذهبيــة في بطولة الخليج.
- سنة 2006: ميدالية ذهبية وميدالية برونزية في البطولة العربية/[2]

#### مشاركات أخرى
- سنة 2001: بطولة العالم في غنت, بلجيكا.
- سنة 2002: الدورة الآسيوية في بوسان, كوريا.
- سنة 2003: البطولة الآسيوية للجمباز في غوانزو, الصين.
- سنة 2007: بطولة نجوم العالم للجمباز في موسكو, روسيا.
- سنة 2012: طولة ستيل الدولية , أوكرانيا

### الإنجازات الدراسية
- حاصل على شهادة الدكتوراه من جامعة مينيسوتا في الولايات المتحدة الأمريكية - تخصص علم دراسة الحركة الرياضية.[3]
- حاصل على شهادة الماجستير من جامعة أنديانا في الولايات المتحدة الأمريكية - تخصص علوم الصحة والتدريب.
- حاصل على شهادة البكالريوس في تخصص التربية البدنية والرياضة - الكويت.
- فائز بجائرة أفضل بحث علمي للعام 2009 من مؤسسة الكويت للتقدم العلمي بعنوان (الكربوهيدرات والتدريب) - لونج بيتش, كاليفورنيا, الولايات المتحدة الأمريكية.
- مشارك في مؤتمر ACSM العالمي (الكلية الأمريكية للطب الرياضي) - 2008 سياتل، واشنطون.
- مشارك في مؤتمر NSCA العالمي (National Strength and Conditioning Association) 2008 لاس فيجاس, نيفادا, الولايات المتحدة الأمريكية.
- مشارك في مؤتمر NSCA العالمي (National Strength and Conditioning Association) 2002 لاس فيجاس, نيفادا, الولايات المتحدة الأمريكية.

### العمل النقابي
- رئيس لجنة المسابقات في قائمة الوحدة الطلابية - الولايات المتحدة الأمريكية للعام النقابي  2010/2009
- رئيس لجنة المسابقات في الاتحاد الوطني لطلبة الكويت في الولايات المتحدة الأمريكية للعام النقابي 2012/2011

## شهادات أخرى
- حاصل على شهادة تدريب جمباز فني في 2005
- حاصل على شهادة تحكيم درجة أولى في 2003

## العمل الإعلامي
- كاتب عمود اسبوعي رياضي في صحيفة القبس الكويتية منذ عام 2009 وحتى اليوم.[4]
- محلل برنامج الجماهير الرياضي على قناة الراي منذ عام 2012 وحتى اليوم.[5]
- مقدم برنامج فتنس fitness الإذاعي الرياضي منذ عام 2013.